# Wera Nikolajewna Figner

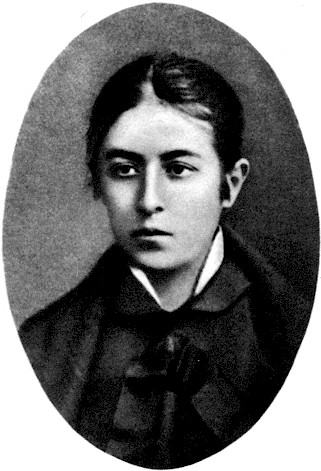
Wera Figner in den 1870er Jahren

Wera Nikolajewna Figner (russisch Вера Николаевна Фигнер, wissenschaftliche Transliteration Vera Nikolaevna Figner, durch Heirat 1870 Филиппова/Filippowa, wissenschaftliche Transliteration Filippova; * 25. Junijul. / 7. Juli 1852greg. in Christoforowka bei Kasan; † 15. Juni 1942 in Moskau) war eine russische Revolutionärin und Angehörige der Narodniki.

## Biografie
Als Tochter deutsch-russischer Adliger wurde sie anfangs von Hauslehrern unterrichtet und lebte von 1863 bis 1869 im staatlichen Mädchenpensionat Kasan. Durch einen Onkel lernte sie die Philosophie des Utilitarismus kennen und war von deren Ziel, „das größtmögliche Glück einer möglichst großen Anzahl Menschen zu verschaffen“, tief beeindruckt.
Ab 1872 studierte sie drei Jahre Medizin an der Universität Zürich. Sie schloss sich einem Kreis russischer Studentinnen an, zu dem auch Sofja Bardina und Olga und Wera Ljubatowitsch gehörten, las Ferdinand Lassalle, Bücher über die Theorien der französischen Sozialisten und über die Arbeiterbewegung. Zurück in Sankt Petersburg verband sie sich mit der illegalen Gesellschaft Semlja i wolja („Land und Freiheit“) mit dem Ziel, die Revolution ins Volk zu tragen (Narodniki).
Sie übernahm ein Landkrankenhaus in Saratow und agitierte nebenbei die Bauern auf Leseabenden. 1879 verließ sie wegen Denunziationen die Gegend und war nach der Spaltung von Land und Freiheit Mitglied des Exekutivkomitees der Organisation Narodnaja Wolja (Volkswille), die die Aufnahme des Kampfes um die politische Macht im Zarenreich begann. Wegen Beteiligung an der Planung von Attentaten auf den Zaren Alexander II., von denen eins am 1.jul. / 13. März 1881greg. in Sankt Petersburg am Gribojedow-Kanal, dem Ort der späteren Auferstehungskirche, zum Erfolg führte, wurde sie am 10.jul. / 22. Februar 1883greg. in Charkow als letztes Mitglied des Exekutivkomitees der Narodnaja Wolja verhaftet. Zwanzig Monate verbrachte sie in Untersuchungshaft in der Peter-und-Paul-Festung.
Im Prozess der Vierzehn wurde sie am 28. Septemberjul. / 10. Oktober 1884greg. zum Tode verurteilt. Am 12.jul. / 24. Oktober 1884greg. begnadigte sie der Zar durch Umwandlung in lebenslängliche Zwangsarbeit. Diese wurde in den folgenden zwanzig Jahren in der Festung Schlüsselburg vollstreckt.

### Leben nach Schlüsselburg

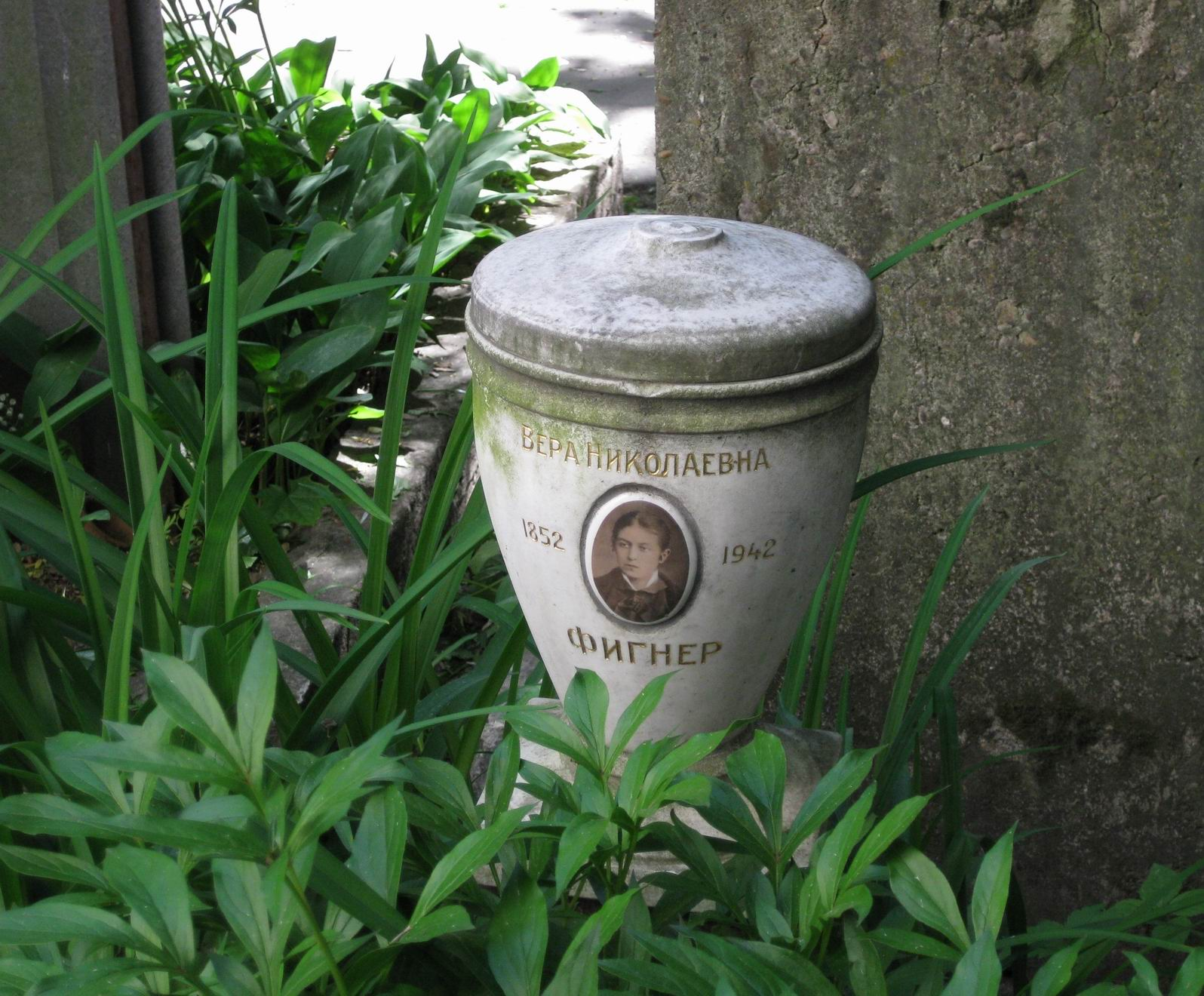
Grab Figners auf dem Nowodewitschi-Friedhof, Moskau

Am 16.jul. / 29. September 1904greg. wurde sie wegen ihres schlechten Gesundheitszustandes aus der Haft entlassen und in die Oblast Archangelsk verbannt. Am 4.jul. / 17. Oktober 1904greg. wurde sie dort erneut inhaftiert, später jedoch in eine noch weiter entfernte Gegend (Patczorsky) gebracht. Sie erklärte, „Rußland viel zu sehr zu lieben, um zu entfliehen und seinen Boden zu verlassen“. Sie zog später nach Kasan und Weihnachten 1905 weiter zu ihrer Schwester Jewgenija Saschina nach Nischni Nowgorod.
Im Zuge der Revolution und dem vom Zar Nikolaus II. erlassenen Oktobermanifest erhielt Vera Figner einen Auslandsreisepass, mit dem sie im November 1906 nach Finnland fuhr, das damals ein autonomer Teil des Zarenreiches war. Sie schloss sich den Sozialrevolutionären an und gründete 1910 in Paris ein Komitee zur Unterstützung politischer Gefangener in Russland. Nach den Vorgängen um den Leiter der terroristischen Gruppe der Sozialrevolutionäre, Jewno Asef, der zugleich Spitzel der Ochrana war, zog sie sich aus der Partei zurück. Bis Januar 1915 lebte sie in Clarens am Genfersee (Schweiz).
Zum Beginn des Ersten Weltkrieges kehrte sie nach Russland zurück und wohnte erneut unter Polizeiaufsicht in Nischni Nowgorod, bevor sie im Dezember 1916 die Erlaubnis bekam, sich in Sankt Petersburg niederzulassen. Nach der Februarrevolution 1917 amnestiert, leitete sie das Komitee zur Hilfeleistung für befreite Sträflinge und Verbannte, das 2 Mio. Rubel an ca. 4.000 Menschen verteilte. Sie war Mitglied der Konstituante, die am 6.jul. / 19. Januar 1918greg. von den Bolschewiki aufgelöst wurde.
Während des Russischen Bürgerkrieges lebte Wera Figner bei Verwandten im Gouvernement Orjol. 1920 zurückgekehrt nach Moskau, wurde sie 1921 Vorsitzende des Komitees zur Ehrung Kropotkins, das ein Museum in Kropotkins Geburtshaus (Kropotkingasse Nr. 26) einrichtete. Bis zu ihrem Tod 1942 reiste sie mehrmals nach Kasan, um soziale und kulturelle Einrichtungen zu unterstützen. 
Geld verdiente sie mit der Veröffentlichung zweier Erinnerungsbände, die 1921 und 1924 erschienen. In den Jahren 1928 bis 1930 gab Figner ihre gesammelten Werke in sechs Bänden heraus, 1932 veröffentlichte sie diese in einer siebenteiligen Ausgabe. Die ersten drei Bände enthalten autobiographische Darstellungen, Band 4 Skizzen von Mitgefangenen und Gedichte, Band 5 Reden und Aufsätze und die beiden letzten Bände ausgewählte Korrespondenzen aus dem Zeitraum 1882 bis 1917. Ihr zuerst in den 1920er Jahren veröffentlichter Erinnerungsband Zapecatlenny  wurde ab 1926 auch in andere Sprachen übersetzt, wobei die Übersetzungen gegenüber der Erstveröffentlichung gekürzt wurden. Figner wurde dadurch europaweit bekannt. Seit 1927 erhielt sie für ihre Veröffentlichungen regelmäßig Honorare, mit denen sie ihren Lebensunterhalt bestritt und andere Wegfährten unterstützen konnte sowie Spenden leistete.
Über ihre genauen Todesumstände ist nichts bekannt. Sie war ab den 1930er Jahren auf medizinische Unterstützung angewiesen, blieb aber in geistiger Hinsicht bis zuletzt aktiv und unterhielt diverse Briefwechsel.

## Werke
- Die Gefangenen von Schlüsselburg (Шлиссельбургские узники), 1920.
  - Russische Ausgabe von 1924
- Nacht über Russland. Lebenserinnerungen (Мои воспоминания) (deutsch:Malik, Berlin 1926; redigierter Nachdruck: Berlin Volk und Welt, 1985).
  - Digitalisat der Ausgabe Berlin 1926 bei Google Books
  - Nur-Text-Ausgabe im Projekt Gutenberg
- Verinnerlichte Arbeit. (Запечатленный труд) 2 Bände Moskau 1921/22
  - Russische Ausgabe von 1921/22, Russische Ausgabe von 1921/22
- Studienjahre. Moskau 1924
  - Russische Ausgabe
- Nach Schlüsselburg (После Шлиссельбурга). Leningrad 1925
  - Russische Ausgabe
  - gemeint ist das zeitliche nach, nicht das örtliche im Sinne einer Richtung.
- Alexander Michailow zusammen mit Anna Korba, 1925.
- Das Attentat auf den Zaren Alexander II. Deutsch Berlin 1926. – Nachdruck: Königstein/München AutorenEdition, 1981; Bahoe Books, Wien 2017.
  - Digitalisat der Ausgabe Berlin 1926 bei Google Books